# Ros Roca SA
 (novembre 2021).
Si vous disposez d'ouvrages ou d'articles de référence ou si vous connaissez des sites web de qualité traitant du thème abordé ici, merci de compléter l'article en donnant les références utiles à sa vérifiabilité et en les liant à la section « Notes et références ».
Ros Roca S.A. est un fabricant espagnol de machines de gestion des déchets installé à Tàrrega, en Catalogne (Espagne). C'est, depuis 2016, une branche du groupe Terberg RosRoca, filiale de Royal Terberg Group. 

## Histoire
La société Ros Roca S.A. a été créée en 1953 par Ferran Ros et Ramon Roca i Sala pour faire commerce de bois. Elle s'est d'abord diversifiée dans les machines et équipements agricoles et plus tard, dans les équipements de collecte d'eau.
Pour faire face à son rapide développement sur les marchés à l'exportation, la société Ros Roca Environment S.A. a été créée en 2007. Elle a intégré, par ordre chronologique,  les entreprises :
- Ros Roca en Espagne,
- Dennis Eagle au Royaume-Uni,
- Usimeca au Brésil, Chili et Mexique,
- Eurovoirie en France,
- HS Fahrzeugbau en Allemagne,
- Resitul au Portugal.

Après sa fusion avec Terberg Environmental en 2016, les filiales de Ros Roca Environment ont été intégrées dans le groupe Terberg Ros Roca.

## Terberg RosRoca Group
Le groupe Terberg RosRoca, issu de la fusion entre Terberg BV et Ros Roca S.A. a été créé en 2016 et son siège social est implanté à Warwick, en Angleterre, sur le site de la filiale Dennis Eagle .
Terberg Group BV détient la part majoritaire de Terberg RosRoca. Chaque filiale a conservé sa gamme de produits qu'elle distribue sous sa marque.
Lors de la fusion et sa constitution, le groupe Terberg RosRoca comptait 1.300 salariés dans le monde et un chiffre d'affaires annuel de 385 millions d'€uros. Les usines de production sont implantées au Royaume-Uni, Pays-Bas, Espagne, Allemagne, Brésil et Chine.

## Modèles de véhicules
Les produits fabriqués par Ros Roca S.A. peuvent être montés sur quasiment tous les modèles de camions présents sur le marché européen et d'Amérique du Sud.

En 2021, la gamme des produits de Ros Roca comprend : 
- des bennes d'ordures ménagères, avec chargement par l'arrière, le coté et l'avant,
- des conteneurs à ordures ménagères pour le tri sélectif,
- des systèmes de lavage des poubelles,
- des citernes de pulvérisation d'eau,
- des balayeuses,
- des laveurs de chaussées,
- des équipements d'égouts,
- des compacteurs de déchets pour les usines de traitement des déchets.